# Антониу, Спирос
Спи́рос «Seth» Антони́у (греч. Σπύρος Αντωνίου) — музыкант, фронтмен и один из основателей греческой метал группы Septicflesh и участник Chaostar, брат гитариста Христоса Антониу. Имя «Сет» было им взято из древнеегипетской мифологии, где оно принадлежало коварному брату Осириса. Спирос является главным вокалистом в составе, а также играет на басу и сочиняет большую часть музыки. Учился в университете изобразительных искусств, живописи и фотографии. С тех пор является автором всех обложек альбомов Septicflesh, также он создал обложки для многих метал-групп, среди которых Paradise Lost, Moonspell, Kamelot, Exodus, Soilwork, Job for a Cowboy, Sanctity, Old Man’s Child, Oceansize, Heaven Shall Burn, Vader, Sybreed, Decapitated и Belphegor. Сет сотрудничал с такими лейблами как EMI, BMG, Roadrunner Records, Nuclear Blast, Regain, Century Media, Napalm, SONY и другими.
Его стиль рисования очень характерен для дум-метала: мрачность, суицид, страх, желание вырваться из плоти, различные метаморфозы и трансформации.

## Дискография
- 1991 — Temple of the Lost Race (мини-альбом)
- 1991 — Forgotten Path (демо)
- 1992 — Temple of the Lost Race (демо)
- 1994 — Mystic Places of Dawn
- 1995 — Esoptron
- 1997 — Ophidian Wheel
- 1998 — The Eldest Cosmonaut (мини-альбом)
- 1998 — A Fallen Temple
- 1999 — Forgotten Paths (The Early Days) (сборник)
- 1999 — Revolution DNA
- 2003 — Sumerian Daemons
- 2008 — Communion
- 2011 — The Great Mass
- 2014 — Titan
- 2017 — Codex Omega